# Jacob-Burckhardt-Preis
Jacob-Burckhardt-Preis ist die Bezeichnung zweier Kulturpreise, die von der durch den Hamburger Unternehmer Alfred Toepfer initiierten Johann-Wolfgang-von-Goethe-Stiftung in Basel sowie vom Kunsthistorischen Institut in Florenz – Max-Planck-Institut gemeinsam mit dem Verein zur Förderung des Kunsthistorischen Instituts in Florenz (Max-Planck-Institut) e.V. vergeben werden.
Die Preise erinnern an den Schweizer Kultur- und Kunsthistoriker Jacob Burckhardt (1818–1897).

## Jacob-Burckhardt-Preis der Johann-Wolfgang-von-Goethe-Stiftung, Basel
Vergeben für beispielhafte künstlerische Leistungen. Er ist mit 20.000  Schweizer Franken dotiert.
Preisträger
- 1971: Werner Kaegi
- 1972: Guido Kisch
- 1973: Hugo Friedrich
- 1975: Herbert Lüthy
- 1976: Friedrich Maurer
- 1977: Claude Vigée
- 1978: Max Burckhardt
- 1979: Peter Huchel
- 1981: Gaetano Benedetti
- 1983: Tomi Ungerer
- 1985: Hans Maier
- 1986: André Weckmann
- 1987: Jan Milič Lochman
- 1988: Jean Tinguely
- 1990: Rolf Hochhuth
- 1993: Georges Gusdorf
- 1995: Heinz Spoerli
- 1998: Wolfgang Rihm
- 1998: Andrea Lorenzo Scartazzini

## Jacob-Burckhardt-Preis des Kunsthistorischen Institutes in Florenz – Max-Planck-Institut
Vergeben an Nachwuchswissenschaftler im Fach Kunstgeschichte. Der Preis ist mit 10.000 € dotiert und ermöglicht einen dreimonatigen Forschungsaufenthalt in Florenz sowie die Möglichkeit zur Veröffentlichung der wissenschaftlichen Ergebnisse des Aufenthalts.
Preisträger
- 2004: Stanko Kokole
- 2007: Johannes Myssok
- 2009: Rebecca Müller
- 2011: Nicola Suthor
- 2016: Wolf-Dietrich Löhr
- 2018: Christopher Wood